# DFG (huliganfirma)
Djurgårdens Fina Grabbar, förkortas DFG är huliganfirma till Stockholmsklubben Djurgårdens IF.

## Historia
Djurgårdens Europaspel i Luxemburg 1989, blev startskottet för DFG (Järngänget).
Namnet DFG existerade lite flyktigt sedan en bortaresa mot Brynäs IF år 1990–1991 då ramsan ”Vi är fina grabbar allihopa” skanderades efter att polisen och matcharrangören hotat med att alla på DIF:s ståplats skulle evakueras. ”Vi är fina grabbar allihopa” blev då något gruppen började kalla sig för i våldsamma sammanhang, så den ramsan fick prägla gruppens slutliga namnval, dvs DFG – ”Djurgårdens Fina Grabbar”.